# 黑棕斑啄木鸟
黑棕斑啄木鸟（学名：Meiglyptes jugularis）一种分布于柬埔寨、老挝、缅甸、泰国和越南亚热带或热带湿润低地的䴕形目鸟类，隶属于啄木鸟科斑啄木鸟属。本种由英国动物学家愛德華·布萊思于1845年描述发表。